# Christiaen van Heule
Christiaen van Heule (onbekend – een paar dagen voor 27 juli 1655) was een Nederlands grammaticus in Leiden. Hij staat bekend als de "uitvinder" van het verschil tussen hen en hun in de Nederlandse taal.

## Werk
Het eerste werk van Van Heule stamt uit 1612 en heet Nederduydsche Spellinghe. Zijn tweede werk betreft zijn belangrijkste werk: De Nederduytsche Grammatica ofte Spraec-konst uit 1625. In dit werk staat uitgebreid de grammatica beschreven van het Nederlands van toen. Hierbij baseert hij veel op regels uit het Latijn. Zo beschrijft hij onder meer de Nederlandse naamvallen, door hem gevallen genoemd. Deze naamvallen zijn echter geheel overgenomen uit het Latijn:
- "Noemer" Nominativus - De Noemer is een geval in het welk een ygelic Naemwoort niet gebogen en is als Vader, Mensch, Hemel, Goet, Swart, Beesten, Vrouwen.
- "Baerer" Genitivus - In den Baerer is eene buyginge welke uyt de Naemwoorden spruyt als Des Vaders, des Hemels, der Vrouwe.
- "Gever" Dativus - In den Gever is eene buyginge welke geschiet in het woort aen het welk iet gegeven wort als Ik geeve den Man, Men geeft den armen Dieren.
- "Aenklager" Accusativus - In den Aenklager is eene buyginge, welke geschiet in het woort aen het welk eene werkinge gedaen wort als Hy sloug den goeden Man, Ick hieuw den Boom ter Neer..
- "Rouper" Vocativus - In den Rouper blijven de woorden onverandert gelijc den Noemer als ô Mannen, ô Vrouwen.
- "Ofnemer" Ablativus - In den Ofnemer worden de woorden geboogen met de Voorzettinge Van, als vanden Man, van den Velde.[2]

Omdat de naamvallen rouper (vocativus) en ofnemer (ablativus) veel lijken op respectievelijk de noemer en de gever zijn ze in vergetelheid geraakt. De andere vier naamvallen bleven nog wel een tijd gehanteerd in het (vroeg-)Nieuwnederlands. Ook wordt in dit werk het verschil tussen hen en hun beschreven. Dit verschil wordt daarom ook wel het systeem-Van Heule genoemd.
In zijn Spraec-konst introduceerde Van Heule voorts een reeks woordsoortnamen die tegenwoordig nog gebruikt worden in de ontleding van het Nederlands: naamwoord (bijvoeglijk en zelfstandig), werkwoord, voorzetsel (dat hij doorgaans nog voorvoegsel noemde) en telwoord.
In 1633 verscheen er een tweede editie van De Spraec-konst. Deze kreeg een andere titel: De Nederduytsche spraec-konst ofte tael-beschrijvinghe In 1649 verscheen Van Heules laatste werk: De CL Psalmen des Proph. Davids, van P. Dathenus gedicht en nu verbetert, Mitsgaders de Chr. Catechismus.
Van Heule genoot ook enige bekendheid bij beroemde tijdgenoten. Zo duikt zijn naam of werk op in brieven van Constantijn Huygens
en P.C. Hooft.

## Leven
De geboortedatum van Van Heule is onbekend. Wel is bekend dat Van Heule op 26 juli 1623 poorter van Leiden is geworden. Dit is de vroegste datum waarbij Van Heule genoemd wordt. Op 17 juli 1623 tekende hij aan met Anna de Beer en samen krijgen ze vier zoons en vijf dochters. In 1653 stierf Anna en in 1654 hertrouwde Van Heule met Christyna van Buijtevest. In 1655 overleed Van Heule en op 27 juli van dat jaar werd hij in de Pieterskerk begraven.